# کورپوریشن بین‌المللی ساخت نیمه‌رسانا
شرکت بین‌المللی ساخت نیمه‌رسانا (انگلیسی: Semiconductor Manufacturing International Corporation) به اختصار اس‌ام‌آی‌سی (SMIC) یک شرکت ریخته‌گری نیمه‌رسانا است که مقر آن در شانگهای چین است. این شرکت مدار مجتمع خدمات تولید یکپارچه ۳۵۰ نانومتری را طی فرایندی به فناوری ۲۸ نانومتری است. واحدهای تولید اس‌ام‌آی‌سی در سراسر سرزمین اصلی چین است و ادارات آن در ایالات متحده، ایتالیا، ژاپن و تایوان است و یک دفتر نمایندگی در هنگ کنگ دارد. از مشتریان قابل توجه این شرکت می‌توان کوالکام، برودکام و تگزاس اینسترومنتس را نام برد.